# Glottrasjön, Södermanland
Glottrasjön är en sjö i Nyköpings kommun i Södermanland och ingår i Svärtaåns huvudavrinningsområde. Sjön har en area på 0,141 kvadratkilometer och ligger 18,3 meter över havet.

## Delavrinningsområde
Glottrasjön ingår i det delavrinningsområde (652965-157556) som SMHI kallar för Utloppet av Runnviken. Medelhöjden är 26 meter över havet och ytan är 38,75 kvadratkilometer. Räknas de 16 avrinningsområdena uppströms in blir den ackumulerade arean 253,7 kvadratkilometer. Avrinningsområdets utflöde Svärtaån (Sundbyån) mynnar i havet. Avrinningsområdet består mestadels av skog (30 procent), öppen mark (13 procent) och jordbruk (45 procent). Avrinningsområdet har 4,36 kvadratkilometer vattenytor vilket ger det en sjöprocent på 11,3 procent.